# フォンダンポテト
フォンダンポテト(Fondant potatoes)は、ジャガイモを円筒状に切り、両端を焼き付けてから、バターと鶏または牛のフォンの中でゆっくりとローストする伝統的な調理方法である。フランス語では、「溶けたジャガイモ」という意味のpommes fondantesと呼ばれる。